# USS Thresher (SSN-593)
Az 1960-ban vízre bocsátott USS Thresher (SSN-593) az első tagja volt  az Egyesült Államok Haditengerészetének róla elnevezett atommeghajtású támadó tengeralattjáró osztályának. (Bár egy Tresher nevű tengeralattjáró már az 1940-es években is teljesített szolgálatot.) Nevét a rókacápáról kapta (angolul: thresher shark).
A USS Thresher 1963. április 10-én mélyvízi tesztek végrehajtása közben elsüllyedt 350 kilométerre keletre Bostontól. A 129 fős személyzet életét vesztette. Ez volt a történelem második legtöbb áldozatot követelő tengeralattjáró-szerencsétlensége. (A francia Surcouf tengeralattjáróval 130 ember süllyedt a mélybe 1942-ben egy baleset során.) A Thresher elvesztése vízválasztó volt az amerikai haditengerészet számára, elsüllyedése után léptették életbe a SUBSAFE biztonsági programot a tengeralattjárók számára. A Thresher volt az első atomtengeralattjáró, amely elsüllyedt. Több, mint száz ember halálát a Thresheren és a Surcoufon kívül csak két másik tengeralattjáró elvesztése okozta: az amerikai USS Argonaut (SM-1) elsüllyesztése a japánok elleni harcban 1943 elején, és az orosz K–141 Kurszk tragédiája 2000-ben.

## Technikai adatok
Kialakításánál a könnycsepp alakú hajótestet alkalmazták. Ez a forma sokkal áramvonalasabb a második világháborús tengeralattjáróknál, ami növelte a sebességet. Az atommeghajtás pedig lehetővé tette, hogy a tengeralattjáró szinte korlátlan ideig maradhasson a vízfelszín alatt. Ez volt az első amerikai tengeralattjáró, amit a korábbinál erősebb HY–80 jelzésű acélötvözetből építettek. Hossza 85 méter volt, a vízkiszorítása meghaladta a 4300 tonnát, a sebessége pedig a 25 csomót. Maximális merülési mélysége 400 méter volt. Négy torpedócsővel volt ellátva. A meghajtását egy nyomottvizes atomreaktor biztosította, amely két, együttesen 15 ezer lóerős gőzturbinát és egy hajócsavart forgatott meg.

## Története
A tengeralattjáró megépítésére a Portsmouth Naval Shipyard 1958. május 28-án kapott megbízást. Első útjára 1960. július 9-én került sor. 1961–1962-ben a hajó tesztelési feladatokat látott el az Atlanti-óceán és a Karib-tenger térségében. 1961. szeptember 18–24. között részt vett az Egyesült Államok északkeleti partjainál tertott Nukleáris Tengeralattjáró Gyakorlaton (NUSUBEX 3–61). Ezt követően további kísérleteket végzett és teszttorpedókat lőtt ki, majd 1961. november 29-én visszatért Portsmouthba, ahol az év végéig a kikötőben maradt. 1962. márciusban részt vett az atomtengeralattjárók taktikai képességeinek javítását célzó gyakorlaton (NUSUBEX 2–62) és a tengeralattjáró-ellenes hadviseléses képzésen.
A dél-karolinai Charleston mellett részt vett a SUBROC tengeralattjáró-ellenes rakéta fejlesztését támogató műveletekben. Rövid időre visszatért New England vizeire, majd Floridába indult további SUBROC tesztek elvégzésére. A floridai Port Canaveralban kikötve a tengeralattjárót véletlenül elütötte egy vontató, amely megrongálta az egyik ballaszttartályát. A Connecticuti Grotonban az Electric Boat Company által végzett javítások után a hajó délre ment, és a floridai Key West mellett további vizsgálatokon és próbákon esett át, majd visszatért észak felé. 1962. július 16-án kötött ki a Portsmouthi Hajógyárban, hogy megkezdje a tervezett hat hónapos nagyjavítását.

## A baleset
A balesetet megelőző kilenc hónapban a USS Thresher egy szárazdokkban állt, az időszakos nagyjavítást végezték rajta. A munkát eredetileg hat hónapra tervezték, de a folyamatosan felmerülő újabb és újabb hibák miatt végül több hónapot csúsztak.
A hajó a Maine állambeli Kittery haditengerészeti kikötőből 1963. április 9-én, John Wesley Harvey korvettkapitány parancsnoksága alatt futott ki. A feladatuk szerint merülési próbákat és különböző teszteket kellett végrehajtaniuk az Atlanti-óceánon. A hajón összesen 129-en tartózkodtak, a 112 fős legénység mellett 17 hajógyári szakember is a fedélzeten volt, akik a hajó rendszereinek működését figyelték és ellenőrizték. A mélymerülési tesztet április 10-én, a reggeli órákban kezdték el. Egy darabig még tartották a kapcsolatot az őket elkísérő USS Skylark (AGS–20) mentőhajóval, de egy idő után minden kommunikáció megszakadt. Utolsó üzenetei egyikeként Harvey kapitány azt közölte, kisebb műszaki problémájuk adódott. A USS Thresher többé már nem emelkedett a felszínre.
A USS Skylark szonárkezelője előbb a sűrített levegő süvítését, majd egy tompa, puffanásszerű hangot hallott a mélyből. A meghibásodott USS Thresher 600 méternél is mélyebbre süllyedt, majd szerkezete nem bírta tovább a rá nehezedő óriási nyomást és összeroppant. A kutató- és mentőegységek csak több hónappal később találták meg a szétszakadt és teljesen deformálódott tengeralattjáró maradványait.
A haditengerészet jelentései szerint egy rosszul hegesztett csővezeték repedt meg a tengeralattjárón, vízszivárgás történt, ami végül rövidre zárta a hajó elektromos áramkörét. Ugyanakkor más szakértők szerint ennél összetettebb folyamatok vezettek a katasztrófához. James Bryant nyugalmazott tengeralattjáró-kapitány – aki 23 éven át három Thresher-osztályú hajón is szolgált a haditengerészetnél – szerint, a hidegháborús nyomás miatt a feladatok és sokktesztek végrehajtása rohamtempóban történt. „Ha egy kicsit több időt szántak volna a hibák keresésére, akkor a baleset nem következett volna be.”